# بيتر دراموند (عسكري)
بيتر دراموند (بالإنجليزية: Peter Roy Maxwell Drummond)‏ هو عسكري أسترالي، ولد في 2 يونيو 1894 في برث في أستراليا، وتوفي في 27 مارس 1945 في الأزور في البرتغال.